# Ruta 814 (Costa Rica)
La Ruta 814, oficialmente Ruta Nacional Terciaria 814, es una ruta nacional de Costa Rica ubicada en la provincia de Limón.

## Descripción
En la provincia de Limón, la ruta atraviesa el cantón de Pococí (los distritos de  La Rita,  Cariari).